# Pterocypha
Pterocypha is een geslacht van vlinders van de familie spanners (Geometridae), uit de onderfamilie Larentiinae.

## Soorten
- P. gibbosaria Herrich-Schäffer, 1855
- P. lezardata Herbulot, 1988